# Млађен Мандић
Млађен Мандић, (Градина код Калиновика, 1. јануара 1957) је генерал-мајор Министарства унутрашњих послова Републике Српске у пензији.

## Биографија
Рођен је 1957. године у Градини, од оца Саве и мајке Милке. Поред њега, родитељи су имали још троје дјеце. Из првог брака са супругом Љиљаном има двоје дјеце Момчила и Вању. Из другог брака са супругом
Маријаном има двоје дјеце. По националности је Србин. Крсна слава породице је Свети великомученик Димитрије - Митровдан (8. новембар).
Завршио је: Основну школу "Алекса Шантић" у Храсници 1971; Средњу војну школу Копнене војске - смјер пјешадија у Сарајеву 1975; Војну академију Копнене војске - смјер пјешадија у Београду 1979; Правни факултет у Сарајеву 1986; положио правосудни испит у Сарајеву 1991; постдипломске студије на Правном факултету Универзитета у Бањој Луци 1998. и докторирао на Правном факултету Универзитета у Новом Саду 2000.
Произведен је у чин потпоручника пјешадије 1979. године, а унапријеђен у чин поручника 1980, капетана 1983, капетана прве класе 1987. године (исте године прешао је у Републички секретаријат унутрашњих послова Босне и Херцеговине). У чин генерал-мајора полиције Републике Српске унапријеђен је 7. априла 1997. године.
Обављао је дужности: командир вода у Школи резервних официра пјешадије у Билећи; наставника на катедри ватрене обуке у Центру војних школа Копнене војске "Коста Нађ" у Сарајеву (предавао у Средњој војној школи и Војној академији); наставник у Школи унутрашњих послова "Мијо Керошевић Гуја" Враца - Сарајево; начелник класе у Школи унутрашњих послова "Мијо Керошевић Гуја" Враца - Сарајево; начелник Школе унутрашњих послова "Мијо Керошевић Гуја" Враца - Сарајево; начелник Средње школе за унутрашље послове у Бањој Луци; директор Центра за образоваље кадрова унутрашњих послова у Бањој Луци; замјеник министра правде у Влади Републике Српске у Бањој Луци; помоћник министра правде у Влади Републике Српске у Бањој Луци; инспектор у Главном инспекторату Обавјештајне службе Републике Српске у Бањој Луци; савјетник за правна питаља предсједника Републике Српске и правобранилац Босне и Херцеговине. Редовни је професор на Правном факултету у Бањој Луци и Правном факултету у Сарајеву.
Службовао је у мјестима: Билећа, Сарајево и Бања Лука.
Од априла 1992. до 14. децембра 1995. године учествовао је у Одбрамбено-отаџбинском рату српског народа у Босни и Херцеговини у радној обавези на дужности начелника Средње школе за унутрашње послове 1992-1994. и директора Центра за образовање кадрова унутрашњих послова у Бањој Луци.

## Дјела
Припремио је и одбранио дипломски рад на Правном факултету у Сарајеву, магистарску тезу на Правном факултету у Бањој Луци на тему "Државно уређење Босне и Херцеговине према Дејтонском споразуму" и докторску дисертацију на Правном факултету у Новом Саду под називом "Организација локалне власти са посебним освртом на Босну и Херцеговину":
Написао је и објавио књиге и уџбенике:
- "Босна и Херцеговина - конфедерација два ентитета и три народа";
- "Организација локалне власти у Босни и Херцеговини ";
- "Ислам у Босни";
- "Управно право - посебни дио";
- "Радно право";
- "Управно процесно право", 2003;
- "Радно и социјално право";
- "Управно процесно право", 2009;
- "Управно процесно право" 2011. и "Управно процесно право': 2013.

Написао је више десетина чланака који су објављени у стручним часописима у земљи и иностранству.

## Одликовања и признања
- Орден Немањића